# SIX Swiss Exchange
Swiss Exchange este o bursă din Zürich (cea mai mare din Elveția). Capitalizarea companiilor listate depășește 1 trilion $.